# Ушаковський сільський округ
Ушако́вський сільський округ (каз. Ушаков ауылдық округі, рос. Ушаковский сельский округ) — адміністративна одиниця у складі Карасуського району Костанайської області Казахстану. Адміністративний центр — село Ушаково.
Населення — 459 осіб (2021; 863 у 2009, 1922 у 1999, 3276 у 1989).
Станом на 1989 рік у складі колишнього Октябрського району існували Панфіловська сільська рада (село Панфілово), Ушаковська сільська рада (села Урожайне, Ушаково) та Ювілейна сільська рада (село Зоря), з 1993 року — Панфіловська сільська адміністрація, Ушаковська сільська адміністрація та Зоринська сільська адміністрація. Станом на 2009 рік — Ушаковський сільський округ.

## Склад
До складу округу входять такі населені пункти:
| Населений пункт | Старі назви | Населення, осіб (1989) | Населення, осіб (1999) | Населення, осіб (2009) | Населення, осіб (2021) |
| --------------- | ----------- | ---------------------- | ---------------------- | ---------------------- | ---------------------- |
| Зоря, село      | -           | 1083                   | 434                    | 251                    | 156                    |
| Панфілово, село | -           | 988                    | 665                    | 273                    | 121                    |
| Ушаково, село   | -           | 1138                   | 823                    | 339                    | 182                    |
| Урожайне, село  | -           | 67                     | -                      | -                      | -                      |